# Jauhien Curkin
Jauhien Mikałajewicz Curkin (biał. Яўген Мікалаевіч Цуркін, ros. Евгений Николаевич Цуркин; ur. 9 grudnia 1990 w Homlu) – białoruski pływak, specjalizujący się głównie w stylu motylkowym oraz w stylu dowolnym.
Brązowy medalista mistrzostw Europy z Debreczyna (2012) w wyścigu na 50 m motylkiem oraz brązowy medalista mistrzostw Europy na krótkim basenie z Herning (2013) na tym samym dystansie.
Uczestnik igrzysk olimpijskich z Londynu na 100 m stylem dowolnym.